# 카하라 유
카하라 유(일본어: 郁原 ゆう)는 지바현 출신의 여성 성우이다. 프리랜서 소속.

## 경력
2013년 람스 준소속으로 활동하다가 소속사가 망하자 스펠 바운드에 들어갔으나 2016년 3월 31일 퇴소하고 현재 프리랜서로 활동 중이다.

## 에피소드

### 아이돌 마스터 밀리언 라이브!
연기하는 아이돌은 에밀리 스튜어트. 데뷔작인 만큼 자신이 맡고있는 에밀리에 대한 애정이 대단하다. 발탁이후 트위터 배경을 늘 직접 그린 에밀리의 그림과 팬들로부터 선물받은 그림들로 채워두고 있으며, 밀리언 라이브에 대한 각종 정보를 빠짐없이 체크하고 알린다. 기본적으로 투명한 발성의 가창을 지니고 있어 잔잔하거나 귀여움이 필요한 곡에서 특히 강점을 보인다. 자신이 맡고 있는 에밀리에 대한 존중이 대단하기에 무엇보다도 먼저 그녀를 잘 표현해내는 것에 방점을 찍고 있어 본래 자신의 창법은 거의 드러나지 않는 편. 본인에 대해선 엄격한 잣대를 들이미는 스토익하고 진중한 성격이라 대형 주년 라이브 등을 앞두고 늘 심각하게 자책하거나 고뇌하며 지내는 모습을 보이기에 프로듀서 팬들에게 위로와 응원을 받아 다시금 힘을 내는 과정을 반복하곤 한다.

## 출연

### 게임
2013년
- 아이돌 마스터 밀리언 라이브 - 에밀리 스튜어트[1]

2014년
- 우리 공주님이 제일 귀여워 - 카타리나, 킬타, 반시

2017년
- 아이돌 마스터 밀리언 라이브! 시어터 데이즈 - 에밀리 스튜어트

### 참조주
1. ↑  “アイドルマスター ミリオンライブ！”. 《アイドルマスター ミリオンライブ!》. バンダイナムコゲームス公式サイト. 2014년 7월 12일에 원본 문서에서 보존된 문서. 2019년 7월 5일에 확인함.